# Jelte Krijnsen
Jelte Krijnsen (født 12. maj 2001 i Bolsward) er en cykelrytter fra Holland, der kører for Team Jayco AlUla.
Krijnsens første profesionelle sejr kom da han vandt 4. etape af PostNord Danmark Rundt 2024.